# Żyła przednia mózgu
Żyła przednia mózgu (łac. vena cerebri anterior) – w anatomii człowieka jedna z żył powierzchownych mózgu, należąca do grupy środkowej żył dolnych mózgu. Jej początek znajduje się na górnej powierzchni ciała modzelowategp. W dalszym przebiegu żyła otacza kolano ciała modzelowatego i uchodzi zwykle do żyły podstawnej pod istotą dziurowaną przednią, będąc obok żyły środkowej głębokiej mózgu jednym z głównych dopływów tworzących żyłę podstawną. Obie żyły, prawa i lewa, połączone są poprzecznym naczyniem, żyłą łączącą przednią, wchodząc tym samym w skład koła żylnego mózgu. Żyła przednia mózgu jest mniejsza od tętnicy przedniej mózgu.